# ハイランダーズ (ラグビー)
ハイランダーズ（英: Highlanders）は、スーパーラグビー・パシフィックに参加するニュージーランドのラグビーユニオンチーム。本拠地はダニーデンのカリスブルックだったが2011年からはフォーサイスバースタジアム。

## 概要
ニュージーランド南島南部に位置するオタゴ、ノースオタゴ、サウスランドの各ラグビー協会所属選手とドラフト選手により編成され、毎年2月から5月まで開催されるスーパーラグビーに参加するプロフェッショナルラグビーチーム。1996-1999シーズンのチーム名はオタゴ・ハイランダーズ。
ラグビーニュージーランド代表（オールブラックス）に多くの選手を輩出する名門チームである。スコットランド移民が多く住むダニーデンにあるチームのため、ハイランダーから名を取りチーム名に採用している。
チームカラーは青と黄色。

## マタトゥ
2022年から始まった女子のスーパーラグビー大会「スーパーラグビー・アウピキ」に出場する、女子15人制チームは、ニュージーランド南島全体を代表した編成で、チーム名を「マタトゥ（Matatū）」という。
マタトゥ（Matatū）は、tūmanawa（トゥマナワ＝決意の犠牲）、tūaho（トゥアホ＝遺産）、tūhono（トゥホノ＝つながり）、tūtira（トゥティラ＝団結）を象徴する言葉。

## 歴史
1996年創設。
2013シーズンにパナソニックワイルドナイツの田中史朗が加入、2016年まで在籍した。
2015シーズン、スーパーラグビーのプレーオフ決勝でハリケーンズを破り、悲願の初優勝を果たした。
2016年までヘッドコーチを務めたジェイミー・ジョセフがラグビー日本代表ヘッドコーチに就任したことから、翌2017シーズンは同チームのOBであるトニー・ブラウンがヘッドコーチに就任。アシスタントコーチには前年までサンウルブズのヘッドコーチを務めたマーク・ハメットが就いた。
2021シーズンにトヨタ自動車ヴェルブリッツの姫野和樹が加入。

## タイトル
- スーパー12準優勝　1回（1999年)
- スーパーラグビー優勝　1回（2015年)
- スーパーラグビートランスタスマン準優勝 1回（2021年）

## 成績

### スーパーラグビー戦績
| シーズン | 大会名                         | 試合数 | 勝 | 分 | 敗 | 順位 | 参加チーム数 | プレーオフ |
| -------- | ------------------------------ | ------ | -- | -- | -- | ---- | ------------ | ---------- |
| 1996     | スーパー12                     | 11     | 5  | 0  | 6  | 8位  | 12チーム     | ―          |
| 1997     | スーパー12                     | 11     | 3  | 0  | 8  | 12位 | 12チーム     | ―          |
| 1998     | スーパー12                     | 11     | 7  | 0  | 4  | 4位  | 12チーム     | ベスト4    |
| 1999     | スーパー12                     | 11     | 8  | 0  | 3  | 3位  | 12チーム     | 準優勝     |
| 2000     | スーパー12                     | 11     | 6  | 0  | 5  | 3位  | 12チーム     | ベスト4    |
| 2001     | スーパー12                     | 11     | 6  | 0  | 5  | 5位  | 12チーム     | ―          |
| 2002     | スーパー12                     | 11     | 8  | 0  | 3  | 2位  | 12チーム     | ベスト4    |
| 2003     | スーパー12                     | 11     | 6  | 0  | 5  | 7位  | 12チーム     | ―          |
| 2004     | スーパー12                     | 11     | 4  | 1  | 6  | 9位  | 12チーム     | ―          |
| 2005     | スーパー12                     | 11     | 6  | 1  | 4  | 8位  | 12チーム     | ―          |
| 2006     | スーパー14                     | 13     | 6  | 0  | 7  | 9位  | 14チーム     | ―          |
| 2007     | スーパー14                     | 13     | 5  | 0  | 8  | 9位  | 14チーム     | ―          |
| 2008     | スーパー14                     | 13     | 3  | 0  | 10 | 11位 | 14チーム     | ―          |
| 2009     | スーパー14                     | 13     | 4  | 0  | 9  | 11位 | 14チーム     | ―          |
| 2010     | スーパー14                     | 13     | 3  | 0  | 10 | 12位 | 14チーム     | ―          |
| 2011     | スーパーラグビー               | 16     | 8  | 0  | 8  | 8位  | 15チーム     | ―          |
| 2012     | スーパーラグビー               | 16     | 9  | 0  | 7  | 9位  | 15チーム     | ―          |
| 2013     | スーパーラグビー               | 16     | 3  | 0  | 13 | 14位 | 15チーム     | ―          |
| 2014     | スーパーラグビー               | 16     | 8  | 0  | 8  | 6位  | 15チーム     | ベスト6    |
| 2015     | スーパーラグビー               | 16     | 11 | 0  | 5  | 4位  | 15チーム     | 優勝       |
| 2016     | スーパーラグビー               | 15     | 11 | 0  | 4  | 5位  | 18チーム     | ベスト4    |
| 2017     | スーパーラグビー               | 15     | 11 | 0  | 4  | 7位  | 18チーム     | ベスト8    |
| 2018     | スーパーラグビー               | 16     | 10 | 0  | 6  | 6位  | 15チーム     | ベスト8    |
| 2019     | スーパーラグビー               | 16     | 6  | 3  | 7  | 8位  | 15チーム     | ベスト8    |
| 2020     | スーパーラグビー・アオテアロア | 8      | 3  | 0  | 5  | 4位  | 5チーム      | ―          |
| 2021     | スーパーラグビー・アオテアロア | 8      | 3  | 0  | 5  | 4位  | 5チーム      | ―          |
| 2022     | スーパーラグビー・パシフィック | 14     | 4  | 0  | 10 | 8位  | 12チーム     | ベスト8    |
| 2023     | スーパーラグビー・パシフィック | 14     | 5  | 0  | 9  | 9位  | 12チーム     | ―          |
| 2024     | スーパーラグビー・パシフィック | 14     | 6  | 0  | 8  | 6位  | 12チーム     | ベスト8    |
| 2025     | スーパーラグビー・パシフィック | 14     | 3  | 0  | 11 | 11位 | 11チーム     | ―          |

## スコッド
2025シーズンのスコッド（2025年1月現在）
| プロップ - ジョシュ・バーレット - イーサン・デグルート - セフォ・カウタイ - ダニエル・ライナートブラウン - サウラ・マウ - ローハン・ウィンハム フッカー - ヘンリー・ベル - ジャック・タイロー - ソアネ・ヴィケナ ロック - ミッチェル・ダンシェア - ファビアン・ホラード - ウィル・ストダート | フランカー/No.8 - ニコラ・ブラウトン - オリヴィア・ハイグ - TK・ホウデン - ヴェヴェニ・ラサカ - ヒャイデン・ミッチェルズ - ナエアタルイ - ヒュー・レントン - ショーン・ウィズー スクラムハーフ - ジェームズ・アースコット - フォラウ・ファカタヴァ - ネイサン・ハスティエ フライハーフ - アジャイ・ファレアファガ - キャム・ミラー - タイネ・ロビンソン | センター - サム・ギルバート - ジェイク・テ・ヒウィ - タニエル・テレア - ジェイク・テ・ヒウィ - トーマス・ウマガ＝イェンセン ウイング - フィン・ハーレイ - ジョナ・ロウ - マイケル・マンソン - ジャコブ・ラトゥマイタヴキクネープケンズ - ケイレブ・タンギタウ - ティモジ・タヴァタヴァナワイ - ジョシュ・ワアンガ フルバック - チョナ・ナレキ |
| | | |
| はキャプテン。 | | |

## 歴代所属選手
- ブライアン・リマ
- ジェフ・ウイルソン
- ベン・ヘリング
- ダニー・リー
- ビリモニ・デラサウ
- トニー・ブラウン
- ジョー・トゥイネアウ
- モセ・トゥイアリイ
- ケーン・トンプソン
- フェトゥウ・ヴァイニコロ
- アントン・オリバー
- ハレ・ティーポレ
- ジェームス・ウィルソン
- ロスアイザック
- ハラニ・アウリカ
- ジョニー・レオタ
- マティアス・ディアス
- アーロン・スミス
- フィル・バーリー
- ジェームス・アレジ
- ニコラスライアン
- リマ・ソポアンガ
- セイララ・マプスア
- ブラッド・ソーン
- マリティノ・ネマニ
- ナシ・マヌ
- ジェイデン・ヘイワード
- ジェームス・ハスケル
- パトリック・オズボーン
- マーティー・バンクス
- アンソニー・ペレニーズ
- ジョン・ハーディー
- リチャード・バックマン
- ヘイデン・パーカー
- TJ・イオアネ
- ジョー・ラタ
- マアフ・フィア
- テルサ・ベアイヌ
- ジャクソン・ヘモポ
- カート・ベイカー
- ボークコリン雷神
- タマティ・エリソン
- ジョー・ウィーラー
- ジョシュ・ベックハイス
- 田中史朗
- リアム・スクワイア
- マラカイ・フェキトア
- シウア・ハラヌコヌカ
- ジェイソン・エメリー
- ジェイミー・ブース
- フレッチャー・スミス
- レイ・ニウア
- ダン・プライアー
- セコナイア・ポール
- セフ・ファアガセ
- トム・フランクリン
- クレイグ・ミラー
- ロビー・ロビンソン
- テビタ・リー
- ザネ・カペリ
- ベン・スミス
- コナン・オドネル
- ティレル・ロマックス
- ティム・オマリー
- ネイサン・ベラ
- ブリン・ガットランド
- フェトゥイ・パエア
- アッシュ・ディクソン
- 姫野和樹
- リアム・スクワイア
- シアテ・トコラヒ
- マイケル・コリンズ
- ロブ・トンプソン
- ネヘ・ミルナー＝スカッダー
- サム・ケアード
- リアム・コルトマン
- アンドリュー・マカリオ
- レニ・アピサイ
- ジョシュ・ディクソン
- パリパリ・パーキンソン
- シャノン・フリゼル
- ビリー・ハーモン
- マリノ・ミカエリ＝トゥウ
- アーロン・スミス
- マーティー・バンクス
- フレディー・バーンズ
- ジョシュ・ティム
- コナー・ガーデンバショップ